# Plegapteryx viridis
Plegapteryx viridis är en fjärilsart som beskrevs av W. Warren 1909. Plegapteryx viridis ingår i släktet Plegapteryx och familjen mätare. Inga underarter finns listade i Catalogue of Life.